# Kostel Nejsvětější Trojice (Srní)
Kostel Nejsvětější Trojice je bývalý farní kostel, který se nachází uprostřed národního parku Šumava v obci Srní.  Zaniklá farnost Srní (vikariát Sušice) byla zřízena roku 1803 a zahrnovala také památky Hauswaldská kaple Panny Marie Lurdské a hřbitovní kaple.

## Historie

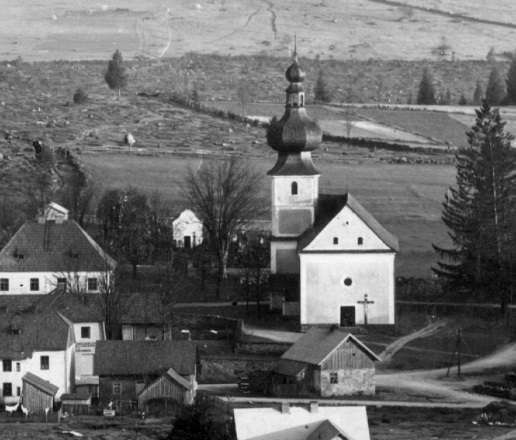
Kostel Nejsvětější Trojice v roce 1945. V pozadí hřbitovní kaple, jejíž zbytky byly odstraněny v roce 1984

Původní dřevěný kostel byl vystavěn na základě povolení císaře Josefa II. v roce 1788 na náklady obcí Sedlo a Srní. Pozemek umístěný nad původní dřevařskou osadou Srní věnovala obec Sedlo. Vysvěcení kostela vykonal děkan Prokop Haur ze Sušice 10. srpna roku 1789 za přítomnosti až 800 lidí. Kaple na přilehlém hřbitově byla přistavěna roku 1801.
Dřevěný kostel se brzy začal rozpadat a bylo rozhodnuto o jeho nahrazení zděnou stavbou. Na novou výstavbu zděného kostela přispěl i císař František I. částkou 5 443 zlatých a 39 krejcarů. Kostel byl zasvěcen svaté Trojici a jeho vysvěcení vykonal dne 15. srpna roku 1806 českobudějovický biskup Jan Prokop Schaaffgotsche.
Nové domy osadníků se postupně přistavovaly do těsné blízkosti kostela, a tak se kostel stal spolu s farním úřadem, školou a hostincem středem nové vesnice Srní. Z původní dřevařské osady zůstala pod kostelem část obce s názvem Staré Srní.
Za první světové války, dne 7. prosince 1916, byly pro vojenské účely sňaty z věže kostela dva velké zvony. Odlití nových zvonů provedla firma Rudolf Perner z Českých Budějovic a k jejich osazení došlo roku 1922. Za první republiky, v roce 1925, byl z kostelní věže odstraněn znak rakouského mocnářství – přes dva metry vysoký orel, kterého nahradil přibližně stejně vysoký železný kříž.
V průběhu druhé světové války, za protektorátu Čechy a Morava, byla farnost spravována z bavorského Pasova – stejně jako i okolní farnosti. Po 2. světové válce začal kostel chátrat a hrozila jeho demolice. Generální oprava proběhla v roce 1970 a další renovační zásahy následovaly postupně v 90. letech. Novou střešní krytinu dostal kostel v roce 2008.

## Architektura
Kostel tvoří jednolodní, slohově nevýrazná stavba s hranolovou věží, která je umístěna mimo osu kostelní lodi. Presbytář je trojboký a zaklenutý valenou klenbou. Věž je opatřena cibulovitou střechou. A z návětrné jižní strany je stavba chráněna šindelem.

## Vybavení

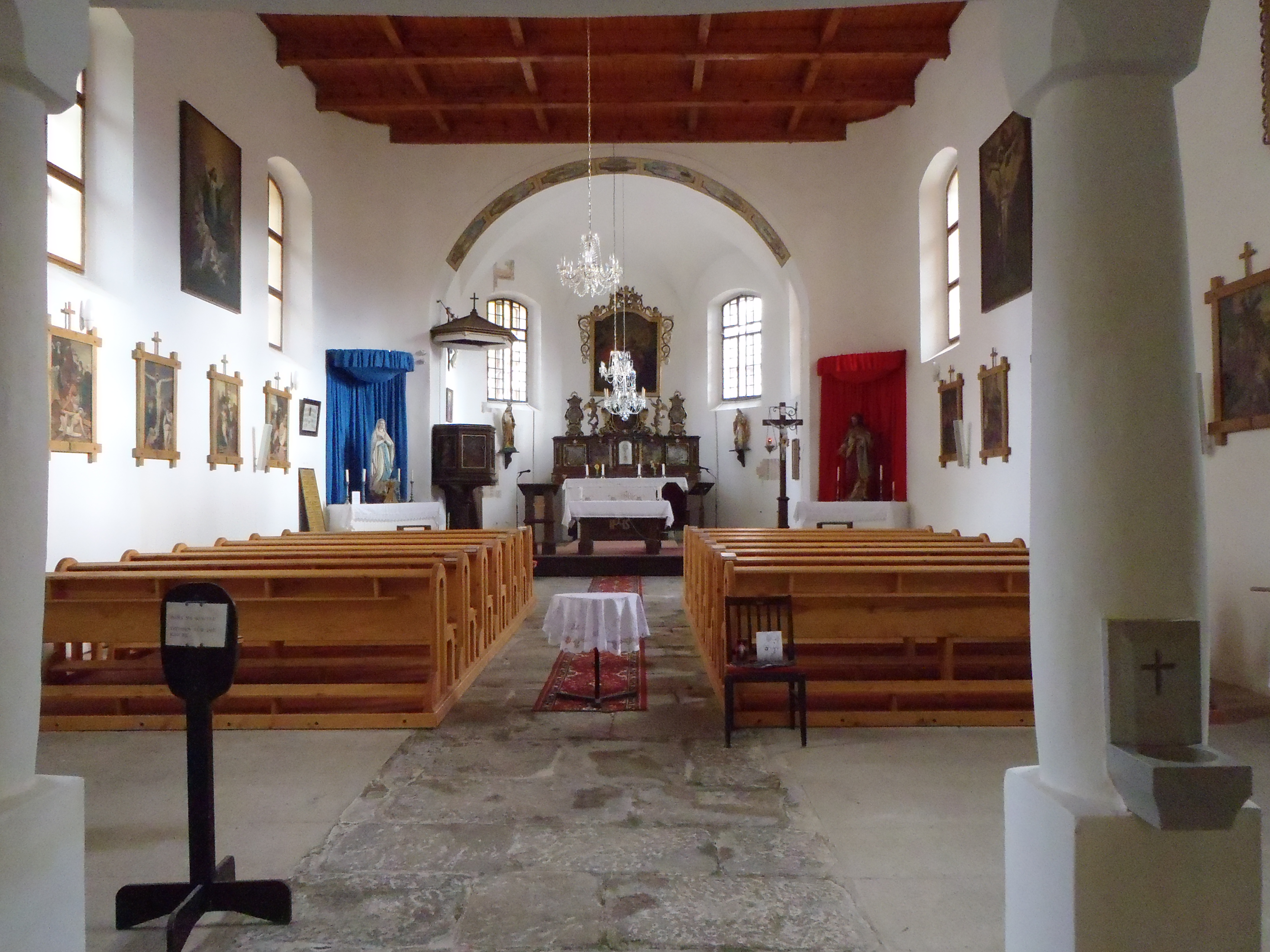
Interiér

V kostele je umístěn barokní oltář a rokokové svícny pocházející z doby jeho vzniku. Hlavní oltář zdobí páteříky (korálky) vyrobené ve sklárně v osadě Antýgl. Dřevěná socha Panny Marie Lurdské je umístěná na bočním oltáři a pochází z poutní Hauswaldské kaple, která byla odstřelena v roce 1957.
Varhany pocházejí z roku 1811 a v rámci renovace byl k nim nainstalován elektrický pohon.
Zvonice je osazena velkým zvonem, který váží 211 kg a je na něm vyobrazena Panna Marie. Menší zvon váží 96 kg a je na něm vyobrazen svatý Martin a svatý Vendelín.

## Zajímavosti
V roce 1984 byl zrušen místní hřbitov, na kterém je dnes Vzpomínkový park se Stolem smíření a pamětní deskou. Na hřbitově měli být pochováni také někteří příbuzní spisovatele Karla Klostermanna a postavy z jeho děl.
Do brány bývalé fary postavené roku 1820 byla zazděna dělová koule z Napoleonských válek, kterou přivezl farář Wenzel Prinz z bojiště u Teplic.

## Pravidelná shromáždění
V kostele se jednou měsíčně konají bohoslužby. V roce 2013 byla obnovena církevní poutní slavnost k Panně Marii Hauswaldské, která se koná v polovině srpna. Procesí přichází do kostela Nejsvětější Trojice od Hauswaldské kaple.